# Michail Tisjko
Michail Tisjko, född den 15 januari 1959 i Charkov, Ukrainska SSR, Sovjetunionen, är en sovjetisk fäktare som tog OS-brons i herrarnas lagtävling i värja i samband med de olympiska fäktningstävlingarna 1988 i Seoul.